# Michele Pellerey
Michele Pellerey SDB (* 18. Mai 1935 in Genua, Italien) ist ein römisch-katholischer Theologe sowie Pädagoge. Er war von 1997 bis 2003 Rektor der Päpstlichen Universität der Salesianer (UPS).

## Leben
Michele Pellerey studierte Mathematik an der Universität La Sapienza und wurde 1958 Gymnasiallehrer für Physik und Mathematik. Er trat den Salesianern Don Boscos bei und empfing am 25. März 1961 die Priesterweihe. 1968 wurde er Dozent für Mathematik an der Päpstlichen Universität der Salesianer (UPS). 1974 wurde er an der UPS zum Außerordentlichen Professor ernannt, 1978 erfolgte die Ernennung zum Ordentlichen Professor und 1981 zum Professor für Allgemeine Bildung an der UPS. Von 1974 bis 1978 lehrte er zudem Didaktik der Technologiewissenschaften. Er besuchte Weiterbildungen 1975 in Informatik an der belgischen Katholieke Universiteit Leuven und 1980 in  Psychologie an der University of California, Berkeley. Von 1978 bis 1998 lehrte er allgemeine Didaktik und Pädagogik. Von 1976 bis 1986 war er zudem Direktor des Instituts für Bildung an der Päpstlichen Universität der Salesianer. Von 1986 bis 1989 war er Dekan der Fakultät für Didaktik, anschließend wieder Direktor des Instituts für Bildung. Von 1991 bis 1997 war er stellvertretender Rektor der UPS. Von 1995 bis 1997 war er Dekan der Fakultät für Sozialkommunikation. Von 1997 bis 2003 war er Rektor der Päpstlichen Universität der Salesianer (UPS). Seit 2003 lehrt er als Emeritus.

## Wirken
1974 wurde er Mitglied der Internationalen Kommission für die Erforschung und Verbesserung der Mathematik (CIEAEM) und war von 1981 bis 1985 stellvertretender Präsident und von 1985 bis 1988 Präsident der CIEAEM. Er engagiert sich unter anderem in der Mathematischen Gesellschaft Italiens (UMI), der American Research Education Association (AERA), dem National Council of Teachers of Mathematics (NCTM) und ist Mitglied weiterer wissenschaftlicher Gesellschaften und Initiativen. Er ist Berater europäischer Gremien mit dem Fokus auf Fernstudien, Fernlernen und E-Learning sowie für Entwicklung über die berufliche Erstausbildung und Weiterbildung.